# Carrie Bradshaw
Caroline Marie "Carrie" Bradshaw er en fiktiv forfatter og hovedrollefiguren i serien Sex and the City, spillet af skuespilleren Sarah Jessica Parker. Hun er en semi-selvbiografisk karakter skabt af Candace Bushnell, som udgav bogen Sex and the City, baseret på sin egen klumme i New York Observer.

## Historie & personlighed
Carrie skriver en ugentlig klumme kaldet "Sex and the City" for den fiktive avis The New York Star. Klummen fokuserer på Carries seksuelle eskapader og hendes venners oplevelser, samt spekulationer om forholdet mellem mænd og kvinder, dating og New York. Klummen giver Carrie en vis anerkendelse i byen. Folk, der læser hendes klumme, beskriver hende som deres ikon. I femte sæson samles nogle af hendes klummer endda i en bog.
I slutningen af fjerde sæson begynder Carrie at skrive freelanceartikler for Vogue. Selv om hun oprindeligt har problemer med sin chefredaktør, Enid (Candice Bergen), på Vogue, ender han dog med at blive venner med hende.
Carrie er notorisk ledet af hendes følelser og er en hyper-neurotisk version af en stereotyp desperat kvinde, idet hun konstant kræver accept (en dørnøgle, badeværelse, skabsplads) fra Mr. Big og andre. "Bare fortæl mig, at jeg den eneste ene" siger hun til Mr. Big i slutningen af sæson 1, hvor hun også siger, at hun ikke har særlig meget tiltro til forholdet og behøver noget tryghed. Hun opfører sig ofte på en selvisk måde (som set under hendes utroskabsaffære). Hun skyder tit skylden på andre, men dette er ikke tegn på usikkerhed, men hendes tendens til at blive 'Carried Away', et udtryk opfundet af Mr. Big i sæson 2. Resultatet er en forkert, men relaterbar karakter på grund af hendes selvstændige afværgende humor, hvormed hun behandler stereotype problemer i mellem kvinder og mænd er det gennemgående tema.
Carrie er en on-igen, off-igen ryger. Hun ryger ofte "Marlboro Lights". Hun forsøger at holde op i sæsonerne, 3 og 4 ved hjælp af Nicotine plaster, da hun dater Aidan. Hun nyder cocktails (især Cosmopolitans-hendes karakters kærlighed for dem har bidraget til at udbrede drikken), men hun er har hjertet på det rette sted, men er en anelse konservativ, som kan ses i episoden Boy, Girl , Boy, Girl ... da hun dropper hendes date fordi, at hans veninde kysser hende i spillet flaskehalsen peger på. Hun er på en endeløs søgen efter ægte kærlighed, og nægter at gå efter, som hun selv udtrykker det, "noget mindre end sommerfugle". På trods af dette, gentagne gange udtrykker hun tvivl om, at hun er den type, der bliver gift og stifter familie.
Carrie bor i et hus med sandstensfacade på Upper East Side på det fiktive husnummer nr. 245, på East 73rd Street, mellem Park og Madison. Hun bor i denne lejlighed hele serien, og køber den i fjerde sæson. I de første episoder af første sæson, er Carrie's lejlighed set at ligge over en café et sted i nærheden af Madison Avenue. Ved omkring den fjerde episode, er den sædvanlige facade af en række sandstenshuse støder op til hendes vedtaget, og er stadig på den måde hele serien. Den første episode har også en anden lejlighed end den, der anvendes til de næste 93 episoder, og filmen.
Lidt er nævnt omkring Carries liv før serien. I begyndelsen af den femte sæson, hedder det, at Carries forhold til byen er "omkring de 18 år," hvilket indebærer at hun flyttede til New York, da hun var 21 år gammel, og som får mange til at spekulere på, om hun flyttede til byen for at gå på universitetet. Hun siger i filmen at hun boede i hendes lejlighed i tyve år, hvilket betyder, hun boede i byen fem år, før hun flytter ind. Hun er mest sandsynligt fra en middelklasse baggrund, som Stanford Blatch nævner, at hun var Candie's og tog Metroen, da hun først flyttede til byen. Det nævnes, at hendes far forlod hende og hendes mor, da hun var fem, ingen søskende er nogensinde blevet nævnt. Det er også afsløret, at Carrie havde en abort i 1980'erne, efter en one night stand, da hun var 22 år gammel. I den første sæson er det afsløret, at Carrie ikke er opdraget religiøst. Efter at have løbet ind i Mr. Big i kirke sammen med hans mor, siger hun "efter at ikke at være blevet opdraget i kirken. Har jeg lært at være rar mod mennesker og ikke tale med munden fuld", hvilket indebærer, at hun ikke tilhører nogen officiel religion. Selvom hun havde datet i mange år, før mødet med Mr. Big i den første episode af serien, er han hendes første rigtige kærlighed, den mand, hun mener kan være hendes soulmate. Hun fortæller Charlotte, at hun mistede sin mødom i Seth Bateman's ildelugtende hobbyrummet på ping pong tabellen i 11. klasse. I sæson 6 ("dreng Afbrød"), møder Carrie op med en anden kæreste fra high school Jeremy (David Duchovny). Carrie, siger at hun aldrig har haft sex med denne high school kæreste, fordi de var unge og ville vente, men tidligere i serien, nåede hun at fortælle Charlotte en historie om at miste sin mødom i gymnasiet.

## Klædeskab
Carrie er blevet beskrevet som en person, der "lever for mode", og har tilstået at købe Vogue i stedet for middag. En kendt sko-elsker med forkærlighed for dyre designersko (især Manolo Blahniks, men også Christian Louboutin og Jimmy Choo), Carrie hævder, at hun har brugt over $ 40,000 på sko. Hendes par synes at være på et gennemsnit af mindst $ 400 parret (ifølge Miranda), og det er underforstået, at hun har mindst, hvis ikke mere end 100 unikke par.
Hun blander ofte cool vintage fund med høje stiletter. Det nævnes, at Barneys, Bergdorf Goodman og Saks Fifth Avenue er blandt hendes foretrukne steder at shoppe. Carrie i stedet for at tage en kæreste med til at møde hendes forældre, tager hun sin kæreste med ud og møde salgsassistenter på Prada. Hendes veninde Charlotte hævder, at Carrie slæbte hende til otte shows i New Yorks Fashion Week. Carrie var engang model for en velgørende organisation modeshow (med både "rigtige mennesker" og modeller), på betingelse af, at hun kunne beholde et outfit, en Dolce & Gabbana original. Carrie er også kendt for at have båret Alexander McQueen, Balenciaga, Betsey Johnson, Chanel, Chloé, Christian Dior, Christian Louboutin, Diane von Fürstenberg, Fendi, Givenchy, Gucci, Heatherette, Helmut Lang, Hermès, Jean Paul Gaultier, Jeremy Scott, Louis Vuitton, Manolo Blahnik, Marc Jacobs, Marni, Missoni, Miu Miu, Moschino, Oscar de la Renta, Roberto Cavalli, Shiatzy Chen, Sonia Rykiel Tom Ford, Vera Wang, Versace, Vivienne Westwood, osv.
Carries utrolige garderobe synes at være helt uoverkommelige for en forfatter på en beskeden indkomst. (I hvert fald indtil sæson 5, da hun får et bog tilbud.) Mange af de mennesker omkring hende kommentere om, at hun ikke har råd til hendes shopping afhængighed. Carrie lejlighedsvis får et max. ud af kreditkortet, og kan ikke sikre et lån på grund af hendes dårlige opsparing og en dårlig kreditværdighed som et resultat af omfattende shopping, og har erkendt sit "sko behov" tegnede sig for de fleste af hendes udgifter.
Carrie er især kendt for sin afhængighed af sko, at kalde det hendes "stof misbrug problem" i den episode "Power of Female Sex" i sæson 1. Bemærkelsesværdige øjeblikke omfatter en hændelse, da hun bliver overfaldet i nærheden af West Broadway og banditet slipper væk med hendes Manolo Blahnik pink ruskindssandaler, som hun har købt til "halv pris ved et prøvesalg!" og tilføjede, at de er hendes foretrukne sko. I sæson 3 jager hun efter Staten Island færgen og ender med ikke at nå den, efter det at glide ud af hendes sko råber hun: "Vent, jeg mistede min Choo!".

## Forhold

### "Mr. Big"
"Mr. Big" (Chris North) vises i den første episode som en velhavende mand, der løb ind Carrie på gaden, og senere opdagede hende til en fest. Deres forhold er en historie bue kørende i længden af serien. I starten var hun intimideret og imponeret af ham. Men i sidste ende deler Carrie og Big en venlig og ofte lidenskabelig intimitet, men Mr. Big er stadig (i producent Michael Patrick King 's ord), "altid lidt uden for rækkevidde." Mr. Big navn er aldrig nævnt indtil den sidste episode af den 6. sæson, hvor det er afsløret at hans navn er John gennem Carrie's mobiltelefons opkald-id. Hans fulde navn er endelig afsløret i filmen som John James Preston.
De slår op for første gang på grund af Mr. Big's manglende evne til at blive følelsesmæssigt intim med Carrie. De bliver endelig genforenet, men slår op igen da Big annoncerer, at han er på vej til Paris på grund af arbejde. Da han vender tilbage til USA flere måneder senere, løber han og Carrie ind i hinanden uventet på en undergrundsbane i Hamptons. Ved sin tilbagekomst, opdager man, at han er forlovet med en ung kvinde på 26, som er hedder Natasha, der arbejdede for Ralph Lauren i Paris. Ved nogens overraskelse, kæmper Carrie for at komme overens med Big's hurtige beslutning om at gifte sig, men kommer sig over ham for at begynde et forhold til Aidan Shaw. Men Carrie kan ikke sætte Big bag sig og indgår en affære med ham. Efter forstand erstatter begær, bekender hun hulkende sig til Aidan forud for brylluppet af hendes veninde, Charlotte. Carrie og Big fortsætter en tæt, til tider seksuel altid flirtende venskab indtil sidste episode. Her er vi vidne til en romantisk udstilling af kærlighed og hengivenhed, når Big hvisker de hårdt ventede ord til Carrie-'du er den eneste ene'.
I begyndelsen af filmen Carrie og Big, i god ro og mode, beslutter sig for at gifte sig. Men lige før ceremonien, bliver Big overvældet af medieopmærksomhed og antallet af gæster, og ændringer i hans sind. Han bliver straks klar over sin fejl, men skaden er sket. Carrie, er såret og forrådt, og blokerer al kommunikation med ham, og ubevidst ignorerer hans kærlighedsbreve og undskyldende e-mails. Endelig, efter bestemte begivenheder i filmen, møder de hinanden ufrivilligt, og kommer overens med hinanden, fortæller hinanden deres følelser, og gifter sig privat (som Mr. Big oprindeligt forestillede sig).
I den anden film, har Carrie og John's passion aftaget. Carrie begynder at føle som om hendes og John's ægteskab har mistet det "gnist" John nyder at tilbringe natten sovende, spise mad udefra og se tv. Carrie føler trang til at flygte tilbage til sin gamle lejlighed i to dage for at gøre noget skriftligt og nyde et stykke tid for sig selv, og er overrasket, da Big henter hende og tager hende ud til middag, og hun føler romancen genindtræde i deres ægteskab. Big foreslår så, at Carrie og ham tilbringer to dage om ugen fra hinanden, for at nyde deres alene-tid, som han mener er, hvad der har brug for til at give deres ægteskab nyt liv, Carrie modvilligt accepterer, og derefter rejse hun til Abu Dhabi med Samantha, Charlotte og Miranda. Mens de er i Abu Dhabi, lærer Carrie hvor vigtigt et ægteskab kan være, når hendes Butler fortæller hende, hvor ondt det gør , at han skal være adskilt fra sin kone. Carrie genforenes også med hendes gamle flamme, Aidan Shaw, som hun møder ved et tilfældigt møde på et Abu Dhabi marked. Carrie føler sig kriseramt som følge af en dårlig anmeldelse af hendes nye bog i The New Yorker, og derfor for at opmutre sig selv siger hun ja til en middags invitation fra Aiden. De to bliver så alene, og kommer kort til at kysse hinanden. Carrie beklager straks dette og beder hendes venner til råds om at lade Big vide det eller ej. Samantha fortæller Carrie hun ikke skulle nævne det, fordi det var sådan en lille hændelse, men Carrie er for brudt op for at lade det glide, og fortæller John det med det samme. Big er blevet såret, og Carrie bekymrer sig for, om Big vil gå fra at ville to dage off, til syv fridage. Efter Carrie's hjemkomst til New York, er hun ked af, at Big ikke er hjemme, og han ikke har kaldt hende tilbage. Den nat han ankommer til hjemmet, taler Carrie og John om deres ægteskab, Big fortæller Carrie at hun skal stoppe med at bekymre sig om, at de bliver et træt, kedeligt gammelt ægtepar, og de siger nye bryllupsløfter til hinanden. Big (som ikke var i stand til at bedømme Carrie, da han gjorde det samme mod Aiden) tilgiver han Carrie, og giver hende en diamantring (for at kompensere for et jubilæum gave, et fladskærm TV) for virkelig at vise verden hun er ude af markedet . Da deres ægteskab vokser ud af "forfærdelige to" synes Big og Carrie at de er meget meget glad, og afslappede med hinanden, nu hvor de begge gør en indsats, og på grund af ringen Big gav hende, har de fået gnisten tilbage.

### Aidan Shaw
Manhattan møbler designer Aidan Shaw (John Corbett) er Carrie's næste alvorlige kæreste efter det smertefulde break-up med Mr. Big. Carrie mødte ham gennem hendes ven Stanford Blatch. Deres første forhold sluttede, da Carrie tilstår, på Charlotte og Trey's bryllupsdag, at hun havde en affære med Mr. Big. Senere i serien, kommer Carrie og Aidan tilbage sammen og bliver engageret, det midlertidige engagement bliver brudt, da Carrie opdager at hun er ikke klar til at gifte sig med ham, og han er ikke villig til at vente på hende. det gør Yderligere ondt da Carrie indser Aiden kun ønsker at gifte sig med hende, fordi han stadig ikke har tillid til hende, Aiden håber, at ved at gifte sig Carrie, ville det vise verden, at hun var hans. Under den sjette sæson premiere, løber Carrie på Aidan på gaden. Hun opdager, at han har giftet sig med en fyr-møbel designer, Cathy, og har en søn ved navn Tate (spillet af Sarah Jessica Parker's søn). De to er enige om at mødes til kaffe, Carrie sagde i kommentatorstemme, at "der er nogle dates, du kan ikke vente med at holde, og der er nogle du begge ved, i vil aldrig holde." I filmen Sex and the City 2, ved et tilfældigt møde mellem Aidan og Carrie i Abu Dhabi kommer et stort plot punkt. Mens Carrie shopper i et lokalt marked med Miranda i Abu Dhabi, møder Carrie og Aiden hinanden, de laver så en plan om at tale over en middag, og i et øjeblik af lidenskab, deler de et kort kys. Carrie er revet op over dette, og bekender det kys til John, han tilgiver hende.

### Jack Berger
Efter afslutningen af hendes forhold til Aidan, begynder Carrie at date Jack Berger (Ron Livingston), en forfatter med et blandet held. Hun møder ham, mens han diskuterer hendes kommende bog på hendes udgiverens (Amy Sedaris) kontor. Han er en romanforfatter, og føler sig usikker på Carrie's nyfundne succes som forfatter, efter at hendes bog går de internationale veje og hun begynder at modtage high-sum royalties. Den dag, Carrie og Berger går en tur, hvor Carrie får en jordbær milkshake fra McDonalds. Siger Berger til hende: "Hvordan kan nogen spise jordbær efter de fyldte elleve?", Og Carrie kan naturligvis kan lide hans sans for humor. Men da hun beder ham om at være hendes "Plus One" på hendes parti, hedder det, at han har en kæreste. Efter en indledningsvis klippefyldt start (hvor Berger skal bryde båndene til sin ex-kæreste, Lauren), danner de et temmelig legende forhold, og en, som i første omgang synes at gøre Carrie meget glad. Så begynder Carrie's succes at montere, og især efter Bergers anden roman bliver den ikke læst op for offentliggørelse, forholdet forringes, kulminerende i en 'pause' mellem de to. Berger vender tilbage, bekender sin kærlighed til Carrie, og erklærer, at han ønsker at prøve igen. Men han ender forladt senere, midt om natten. Berger slår op med Carrie på en Post-it note, som lyder: "Jeg er ked af det,men jeg kan ikke.Du må ikke hade mig." Efter denne forhastede afgang, er Berger kun henvist til i én mere episode-efter Carrie løber ind i hans venner på en bar, sender hun Berger en vred besked (gennem hans venner), at hans brud-up-metoden var uhøflig og patetisk.

### Aleksander Petrovsky
Dernæst Carrie møder og begynder et forhold med Aleksandr Petrovsky (Mikhail Barysjnikov), i sjette sæson. Han er en rig, succesfuld, og en ældre Russisk kunstner. Carrie elsker forholdet, men problemerne opstår, da hun opdager, at han allerede har en datter i tyverne, og han ønsker ikke flere børn. For at sikre dette, har han haft en vasectomy. Carrie føler sig tvunget til at vælge mellem et langsigtet forhold til Petrovsky og muligheden for at få børn. Hun beslutter sig for at blive i forholdet, trods stigende bevis for, at han aldrig vil være i stand til fuldt ud at forpligte sig til hende følelsesmæssigt, da han er meget selvstændig involveret, og endda på et tidspunkt hævder, at Carrie er "ikke hans ven, hun er hans elskerinde . "
Han beder Carrie til at forlade sit job og liv i New York og flytte med ham til Paris. Efter en vis grad af overbevisende, hun accepterer, men er skuffet og forvirret over hendes ankomst. Hun taler ikke Fransk godt, og Petrovsky efterlader hende ofte alene med henblik på at passe sin egen karriere. I serie finale Carrie vender senere tilbage til new york.